# Світле (Сухолозький міський округ)
Сві́тле (рос. Светлое) — село у складі Сухолозького міського округу Свердловської області.
Населення — 278 осіб (2010, 296 у 2002).
Національний склад населення станом на 2002 рік: росіяни — 96 %.